# Ingvor Wennberg
Ingvor Elsa Sofia Wennberg, från 1944 Rutgersson, född 30 oktober 1921 i Göteborgs Oscar Fredriks församling, Göteborg , död 17 april 2018, var en svensk revyartist.
Ingvor Wennberg kom i mycket unga år i kontakt med den lätta underhållningen. Hennes far Nisse (Nils Fredrik) Wennberg (1896-1973) var en välkänd revyaktör i Göteborg. För göteborgspubliken blev hon välkänd för sitt mångåriga samarbete med Sten-Åke Cederhök; hon medverkade i Veckans Revy på Liseberg nästan varje sommar från 1958 till 1982. Hon spelade i Cederhöks revy Jubel i busken på Lisebergshallen 1986 och i folklustspelet Baldevins bröllop på Lisebergsteatern 1988. I TV gjorde hon rollen som Ruth Lind i deckarserien Röd snö med bl.a. Tomas von Brömssen 1985. Wennberg var även gästartist när Gösta Bernhard och Casinogänget spelade sommarrevy på Lisebergsteatern 1978. Hon kallades ibland för Askims Katie Rolfsen.